# 1897-es magyar teniszbajnokság
Az 1897-es magyar teniszbajnokság a negyedik magyar bajnokság volt. A bajnokságot július 13. és 18. között rendezték meg Balatonfüreden, a Stefánia Yacht Egylet pályáján.

## Eredmények
| Versenyszám  | Arany                         | Arany | Ezüst              | Ezüst | Bronz           | Bronz |
| ------------ | ----------------------------- | ----- | ------------------ | ----- | --------------- | ----- |
| Férfi egyéni | báró Dániel Tibor Stefánia YE |       | Vaniek László BBTE |       | Wein Árpád BBTE |       |

Megjegyzés: A magyar teniszsport története szerint báró Dániel Tibor egyesülete az OLTC.